# Raisting

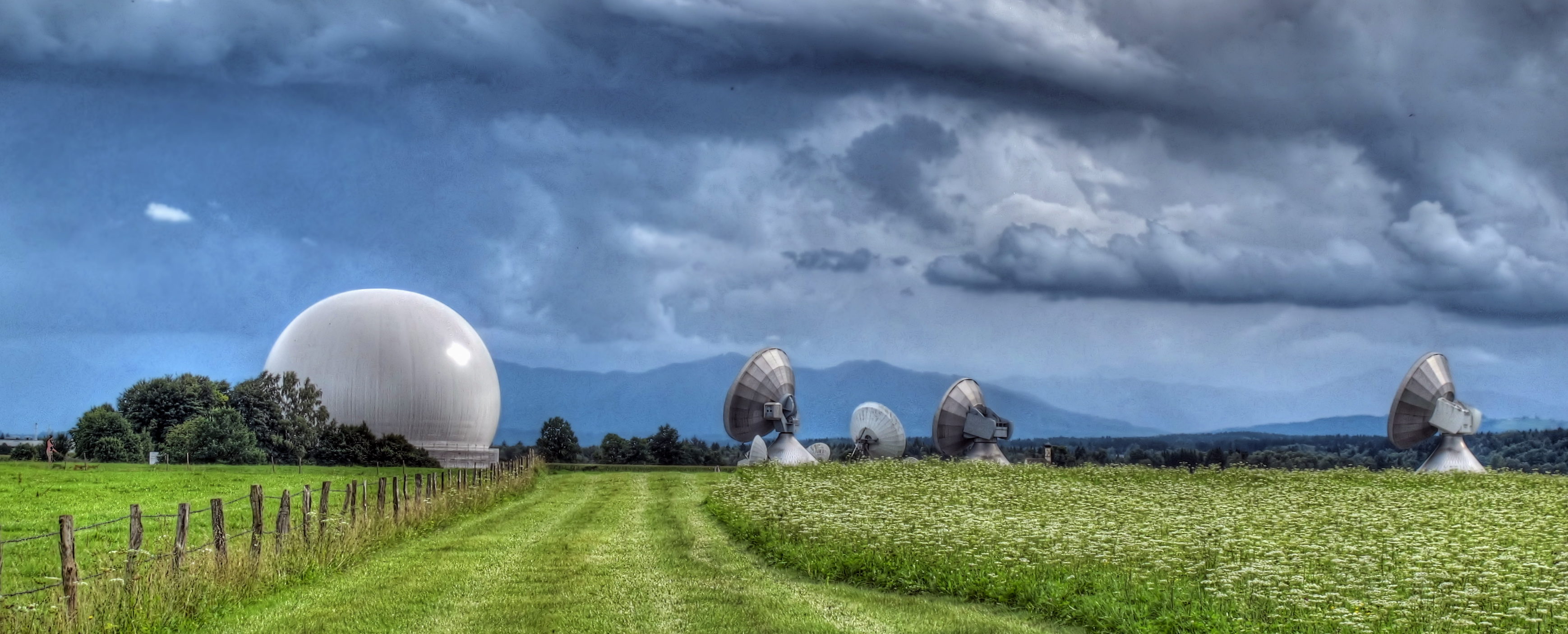
Stațiunea terestră Raisting

Raisting este o comună din landul Bavaria, Germania.
Acolo se află, construită între 1963 și 1964, stațiunea terestră de telecomunicație cu  sateliți peste antene parabolice. Cea mai mare, ascunsă într-un glob, numită Radom Raisting, are un diametru de 25 m. Dezactivată în 1985, a fost renovată și, din 2011, este din nou folosită, actual de Deutsches Zentrum für Luft- und Raumfahrt (DLR). 
1. ↑  Alle politisch selbständigen Gemeinden mit ausgewählten Merkmalen am 31.12.2018 (4. Quartal) (în germană), Statistisches Bundesamt[*], arhivat din original la 10 martie 2019, accesat în 10 martie 2019